# 91e méridien ouest
En géographie, le 91e méridien ouest est le méridien joignant les points de la surface de la Terre dont la longitude est égale à 91° ouest.

## Géographie

### Dimensions
Comme tous les autres méridiens, la longueur du 91e méridien correspond à une demi-circonférence terrestre, soit 20 003,932 km. Au niveau de l'équateur, il est distant du méridien de Greenwich de 10 130 km,.
Avec le 89e méridien est, il forme un grand cercle passant par les pôles géographiques terrestres.

### Régions traversées
En commençant par le pôle Nord et descendant vers le sud au pôle Sud, Le 91e méridien ouest passe par:
| Coordonnées          | Pays, territoire ou mer | Notes |
| -------------------- | ----------------------- | --- |
| 90° 00′ N, 91° 00′ O | Océan Arctique          | |
| 81° 49′ N, 91° 00′ O | Canada                  | Nunavut — Île Ellesmere |
| 81° 32′ N, 91° 00′ O | Détroit de Nansen       | |
| 80° 43′ N, 91° 00′ O | Canada                  | Nunavut — Île Axel Heiberg |
| 78° 08′ N, 91° 00′ O | Baie Norwegian          | |
| 77° 38′ N, 91° 00′ O | Canada                  | Nunavut — Île Graham et l'Île Buckingham |
| 77° 08′ N, 91° 00′ O | Baie Norwegian          | |
| 76° 39′ N, 91° 00′ O | Canada                  | Nunavut — Île Devon |
| 74° 42′ N, 91° 00′ O | Canal de Parry          | Détroit de Barrow |
| 74° 00′ N, 91° 00′ O | Canada                  | Nunavut — Île Somerset |
| 73° 27′ N, 91° 00′ O | Crique du Prince Regent | |
| 71° 30′ N, 91° 00′ O | Golfe de Boothia        | |
| 69° 37′ N, 91° 00′ O | Canada                  | Nunavut — Continent |
| 62° 56′ N, 91° 00′ O | Baie de Hudson          | |
| 62° 40′ N, 91° 00′ O | Canada                  | Nunavut — Île Marble |
| 62° 39′ N, 91° 00′ O | Baie de Hudson          | |
| 57° 16′ N, 91° 00′ O | Canada                  | Manitoba Ontario — à partir de 55° 35′ N, 91° 00′ O |
| 48° 12′ N, 91° 00′ O | États-Unis              | Minnesota |
| 47° 28′ N, 91° 00′ O | Lac Supérieur           | |
| 46° 55′ N, 91° 00′ O | États-Unis              | Wisconsin Iowa — à partir de 42° 43′ N, 91° 00′ O Illinois — à partir de 41° 26′ N, 91° 00′ O Iowa — à partir de 41° 09′ N, 91° 00′ O Illinois — à partir de 40° 53′ N, 91° 00′ O Missouri — à partir de 39° 25′ N, 91° 00′ O Arkansas — à partir de 36° 30′ N, 91° 00′ O Mississippi — à partir de 33° 58′ N, 91° 00′ O Arkansas — sur environ 2 km à partir de 33° 47′ N, 91° 00′ O sur Beulah Island Number 74 Mississippi — à partir de 33° 46′ N, 91° 00′ O Louisiane — à partir de 32° 26′ N, 91° 00′ O Mississippi — sur environ 4 km à partir de 32° 23′ N, 91° 00′ O Louisiane — à partir de 32° 21′ N, 91° 00′ O Mississippi — à partir de 32° 11′ N, 91° 00′ O Louisiane — à partir de 31° 00′ N, 91° 00′ O |
| 29° 10′ N, 91° 00′ O | Golfe du Mexique        | |
| 19° 07′ N, 91° 00′ O | Mexique                 | Campeche Tabasco — à partir de 17° 57′ N, 91° 00′ O, suit sur la plupart de la distance une route grossièrement parallèle à la frontière du Guatemala, située 2 km plus à l'est. |
| 17° 15′ N, 91° 00′ O | Guatemala               | |
| 16° 53′ N, 91° 00′ O | Mexique                 | Chiapas |
| 16° 04′ N, 91° 00′ O | Guatemala               | |
| 13° 55′ N, 91° 00′ O | Océan Pacifique         | Passe juste à l'ouest de l'Île Pinta, Galápagos, Équateur (à 0° 36′ N, 90° 47′ O) Passe juste à l'ouest de l'Île Santiago, Galápagos, Équateur (à 0° 15′ S, 90° 52′ O) |
| 0° 23′ S, 91° 00′ O  | Équateur                | Île Isabela, Galápagos |
| 0° 58′ S, 91° 00′ O  | Océan Pacifique         | |
| 60° 00′ S, 91° 00′ O | Océan Austral           | Passe juste à l'ouest de l'Île Pierre Ier, Liste des territoires revendiqués par la Norvège (à 68° 47′ S, 90° 43′ O) |
| 72° 32′ S, 91° 00′ O | Antarctique             | Liste des territoires non revendiqués |